# Військові звання Угорщини

Емблема Збройних сил Угорщини

У наступній таблиці наведено військові звання угорської армії. Погони сухопутних військ і військово-повітряних сил однакові. Інформація була взята з Міністерства оборони Угорщини (МО).

## OR 1-4
| Армійське звання | Звання Дунайської флотилії | Звання польової форми | Код НАТО | Звання угорською             | Військові звання України |
| ---------------- | -------------------------- | --------------------- | -------- | ---------------------------- | ------------------------ |
|                  |                            |                       | OR-1     | Honvéd (hv); Közkatona (kk.) | Солдат                   |
|                  |                            |                       | OR-2     | Őrvezető (őrv)               | Без відповідника         |
|                  |                            |                       | OR-3     | Tizedes (tiz)                | Старший солдат           |
|                  |                            |                       | OR-4     | Szakaszvezető (szkv)         | Молодший сержант         |

## OR 5-9
| Армійське звання | Звання Дунайської флотилії | Звання польової форми | Код НАТО | Звання угорською        | Військові звання України |
| ---------------- | -------------------------- | --------------------- | -------- | ----------------------- | ------------------------ |
|                  |                            |                       | OR-5     | Őrmester (őrm)          | Сержант                  |
|                  |                            |                       | OR-6     | Törzsőrmester (tőrm)    | Старший сержант          |
|                  |                            |                       | OR-7     | Főtörzsőrmester (ftőrm) | Старшина                 |
|                  |                            |                       | OR-8     | Zászlós (zls)           | Прапорщик                |
|                  |                            |                       | OR-8     | Törzszászlós (tzls)     | Прапорщик                |
|                  |                            |                       | OR-9     | Főtörzszászlós (ftzls)  | Старший прапорщик        |

## OF

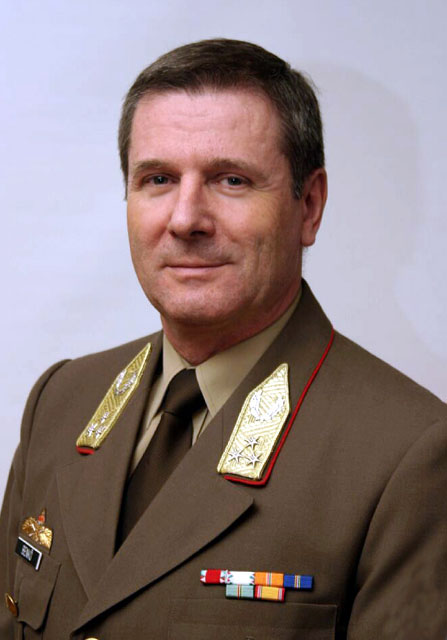
Форма altábornagy (altbgy) — генерал-лейтенант Угорщини

| Армійське звання | Звання Дунайської флотилії | Звання польової форми | Код НАТО | Звання угорською       | Військові звання України        |
| ---------------- | -------------------------- | --------------------- | -------- | ---------------------- | ------------------------------- |
|                  |                            |                       | OF-1     | Hadnagy (hdgy)         | Лейтенант та Молодший лейтенант |
|                  |                            |                       | OF-1     | Főhadnagy (fhdgy)      | Старший лейтенант               |
|                  |                            |                       | OF-2     | Százados (szds)        | Капітан                         |
|                  |                            |                       | OF-3     | Őrnagy (őrgy)          | Майор                           |
|                  |                            |                       | OF-4     | Alezredes (alez)       | Підполковник                    |
|                  |                            |                       | OF-5     | Ezredes (ezds)         | Полковник                       |
|                  |                            |                       | OF-6     | Dandártábornok (ddtbk) | Без відповідника                |
|                  |                            |                       | OF-7     | Vezérőrnagy (vörgy)    | Генерал-майор                   |
|                  |                            |                       | OF-8     | Altábornagy (altbgy)   | Генерал-лейтенант               |
|                  |                            |                       | OF-9     | Vezérezredes (vezds)   | Генерал, Генерал-полковник      |